# 1705
1705 (хиляда седемстотин и пета) година (MDCCV) е:
- обикновена година, започваща в понеделник по юлианския календар;
- обикновена година, започваща в четвъртък по григорианския календар (с 11 дни напред за 18 век).

Тя е 1705-ата година от новата ера и след Христа, 705-ата от 2-ро хилядолетие и 5-ата от 18 век.

## Починали
- 3 януари – Лука Джордано, италиански художник (* 1634 г.)
- 5 май – Леополд I, император на Свещената Римска империя (* 1640 г.)
- 16 август – Якоб Бернули, швейцарски математик (* 1654 г.)
- 11 октомври – Гийом Амонтон, френски физик (* 1663 г.)